# Schleswig-Holsteinische Kunstgenossenschaft

Plakat für die Dritte Jahresausstellung der Schleswig-Holsteinischen Kunstgenossenschaft 1897, Lithografie von Wilhelm Burmeister

Die Schleswig-Holsteinische Kunstgenossenschaft war eine schleswig-holsteinische Künstlervereinigung. Sie wurde im Oktober 1894 in Kiel gegründet.

## Geschichte
1894 nahmen die „schleswig-holsteinischen Künstler ihre Geschicke selbst in die Hand“ und gründeten die Schleswig-Holsteinische Kunstgenossenschaft als Sektion der seit 1856 bestehenden Allgemeinen Deutschen Kunstgenossenschaft. Die Vereinigung war als berufsspezifische Ergänzung zu dem seit 1843 bestehenden Schleswig-Holsteinischen Kunstverein gedacht, einem Zusammenschluss bürgerlicher Kunstfreunde, jedoch durch ihre traditionelle Kunstauffassung nicht mit den zur gleichen Zeit entstehenden Secessionen in anderen Städten vergleichbar.
Gründungsmitglieder waren unter anderen Carl Arp, Hans Peter Feddersen, Georg Burmester, Hans Olde und Clara von Sivers, erster Vorsitzender wurde Fritz Stoltenberg, dem Burmester nach dessen Rücktritt nachfolgte. Wichtiges Ziel war es, den heimischen Künstlern (die Teilnahme wurde auf gebürtige Schleswig-Holsteiner beschränkt) in gemeinsamen organisierten Ausstellungen Präsentations- und Verkaufsmöglichkeiten zu bieten. Dazu wurden Räume nicht nur in Kiel, sondern auch in anderen Städten des Landes, unter anderem in Flensburg und Schleswig, angemietet. Bereits im Gründungsjahr fand eine erste Ausstellung in der provisorischen Kieler Kunsthalle statt.
Ab 1902 konnten die Mitglieder der Kunstgenossenschaft regelmäßig an den jährlichen Kunstausstellungen im Münchner Glaspalast teilnehmen. Emil Nolde war Mitglied der Schleswig-Holsteinischen Kunstgenossenschaft und nahm zwischen 1903 und 1912 an fünf Ausstellungen teil. 1904 war er auf der Jahresausstellung im Flensburger Museum mit den Gemälden „In der Räuberstube“ und „Sommernacht“ vertreten. Konstant gehörten etwa 100 Künstler der Kunstgenossenschaft an. Die Mitglieder verstanden sich jedoch weder als Gruppe, noch verfolgten sie einen einheitlichen „norddeutschen“ Kunststil, doch bevorzugten viele die Freilichtmalerei.

## Mitglieder
Weitere Vorsitzende waren unter anderen Friedrich Mißfeldt und Heinrich Blunck (ab 1929), weitere bekannte Mitglieder Ernst Barlach, Max Kahlke, Elise Kosegarten, Martha Nopitsch, Wilhelm Dreesen, Poppe Folkerts, Karl Leipold, Christian Rohlfs, Albert Johannsen, Alma Sorben-Rottock, Fanny Stresow, Otto Thämer und Olga Wiedecke (Ehrenmitglied). Einige Künstler waren anfällig für völkisches Gedankengut. Das Mitglied Ludwig Dettmann gilt als Wegbereiter des Nationalsozialismus.
Nach dem Zweiten Weltkrieg wurde die Tradition im „Bund bildender Künstler Schleswig-Holstein“ fortgesetzt.